# Cai Tingkai
Cai Tingkai (chiń. upr. 蔡廷锴; chiń. trad. 蔡廷鍇; pinyin Cài Tíngkǎi; ur. 15 kwietnia 1892, zm. 24 kwietnia 1968) – chiński wojskowy, generał.

## Życiorys
Pochodził z Luoding w prowincji Guangdong, ukończył studia na Akademii Wojskowej Baoding. Brał udział w ekspedycji północnej po stronie Kuomintangu. W 1927 roku początkowo poparł komunistów i walczył w trakcie powstania w Nanchangu, szybko jednak przeszedł na stronę sił rządowych. W 1932 roku dowodził obroną Szanghaju przed Japończykami podczas tzw. incydentu szanghajskiego.
W listopadzie 1933 roku po tym, jak został skierowany do walki z komunistami, zbuntował się wraz z Li Jishenem i Jiang Guangnaiem przeciw władzy Czang Kaj-szeka, ogłaszając powstanie rządu rewolucyjnego w prowincji Fujian. Pokonany w starciu z wojskami rządowymi na początku 1934 roku, musiał uciekać do Hongkongu. Po wybuchu w 1937 roku wojny chińsko-japońskiej wrócił do kraju i walczył na terenie południowego Guangxi.
Po wznowieniu chińskiej wojny domowej, przeszedł w 1947 roku wraz ze swoimi oddziałami na stronę Chińskiej Armii Ludowo-Wyzwoleńczej. W 1949 roku wszedł w skład Ludowej Politycznej Konferencji Konsultatywnej Chin i podpisał proklamację o utworzeniu Chińskiej Republiki Ludowej. W ChRL był członkiem Stałego Komitetu Ogólnochińskiego Zgromadzenia Przedstawicieli Ludowych oraz wiceprzewodniczącym Rewolucyjnego Komitetu Chińskiego Kuomintangu. Zasiadał także w Narodowej Komisji Obrony.